# Amata schoenerrhi
Amata schoenerrhi är en fjärilsart som beskrevs av Jean Baptiste Boisduval 1829. Amata schoenerrhi ingår i släktet Amata och familjen björnspinnare. Inga underarter finns listade i Catalogue of Life.